# Abbottina obtusirostris
Abbottina obtusirostris es una especie de pez de la familia de los Cyprinidae en el orden de los Cypriniformes.

## Morfología
Los machos pueden llegar a alcanzar los 7,8 cm de longitud total.

## Reproducción
Es ovíparo.

## Distribución geográfica
Se encuentra en el curso superior del río Yangzi (Sichuan, China).

## Observaciones
Es inofensivo para los humanos.